# Pietro di Aragona (1472-1491)
Pietro d'Aragona, principe di Rossano (Napoli, 31 marzo 1472 – Napoli, 17 febbraio 1491), è stato un principe italiano.

## Biografia
Pietro nacque il 31 marzo 1472 in Castel Capuano di Napoli, residenza dei suoi genitori, dal duca di Calabria Alfonso II d'Aragona e dalla colta e bella duchessa Ippolita Maria Sforza, la quale era figlia a sua volta del duca di Milano e famoso condottiero Francesco Sforza. Avendo la coppia già avuto un figlio maschio, Ferrandino, cui era spettato il titolo di principe di Capua essendo questi l'erede designato per il regno, a Pietro toccò invece il titolo di principe di Rossano.
Come già il fratello maggiore, nel 1486 Pietro fu inviato dall'avo Ferrante in Calabria in qualità luogotenente generale, per poi tornare a Napoli nell'anno successivo. Nel 1488 fu colpito da una non meglio specificata malattia alle gambe che lo costrinse a letto per oltre due mesi e per causa della quale subì anche un'operazione chirurgica. Proprio per questo motivo, essendo le sue condizioni critiche, gli fu tenuta nascosta la repentina morte della madre Ippolita, avvenuta il 19 agosto, temendo che questo dispiacere potesse aggravarlo fino alla tomba, ed egli non poté di conseguenza partecipare ai funerali.
A seguito di suddetta operazione Pietro parve ristabilirsi completamente, tanto che nel 1489 scese a giostrare nel fossato di Castel Nuovo. La malattia si ripresentò invece in maniera più acuta nel 1491 e stavolta i medici non riuscirono a guarirlo.
Morì a Napoli il 17 febbraio 1491 nella casa del principe d'Altamura e fu sepolto nella chiesa di Santa Maria la Nova di Napoli.

## Ascendenza
|                         |                        |                           | Genitori                      |  |  | Nonni |  |  | Bisnonni            |  |  | Trisnonni               |  |
|                         |                        |                           |                               |  |  |       |  |  | Alfonso V d'Aragona |  |  | Ferdinando I di Aragona |  |
|                         |                        |                           |                               |  |  |       |  |  | Alfonso V d'Aragona |  |  | Ferdinando I di Aragona |  |
|                         |                        | Eleonora d'Alburquerque   |                               |  |  |       |  |  | Alfonso V d'Aragona |  |  |                         |  |
| Ferrante d'Aragona      |                        |                           |                               |  |  |       |  |  | Alfonso V d'Aragona |  |  |                         |  |
|                         |                        | Gueraldona Carlino        | Enrico Carlino                |  |  |       |  |  |                     |  |  |                         |  |
|                         |                        | Gueraldona Carlino        | Enrico Carlino                |  |  |       |  |  |                     |  |  |                         |  |
|                         |                        | Gueraldona Carlino        | Isabella Carlino              |  |  |       |  |  |                     |  |  |                         |  |
| Alfonso II d'Aragona    |                        | Gueraldona Carlino        |                               |  |  |       |  |  |                     |  |  |                         |  |
|                         |                        | Tristano di Chiaromonte   | Deodato II di Clermont-Lodève |  |  |       |  |  |                     |  |  |                         |  |
|                         |                        | Tristano di Chiaromonte   | Deodato II di Clermont-Lodève |  |  |       |  |  |                     |  |  |                         |  |
|                         |                        | Tristano di Chiaromonte   | Isabella di Roquefeuil        |  |  |       |  |  |                     |  |  |                         |  |
| Isabella di Chiaromonte |                        | Tristano di Chiaromonte   |                               |  |  |       |  |  |                     |  |  |                         |  |
|                         |                        | Caterina Orsini del Balzo | Raimondo Orsini del Balzo     |  |  |       |  |  |                     |  |  |                         |  |
|                         |                        | Caterina Orsini del Balzo | Raimondo Orsini del Balzo     |  |  |       |  |  |                     |  |  |                         |  |
|                         |                        | Caterina Orsini del Balzo | Maria d'Enghien               |  |  |       |  |  |                     |  |  |                         |  |
| Pietro di Aragona       |                        | Caterina Orsini del Balzo |                               |  |  |       |  |  |                     |  |  |                         |  |
|                         | Muzio Attendolo Sforza | Giovanni Attendolo        |                               |  |  |       |  |  |                     |  |  |                         |  |
|                         | Muzio Attendolo Sforza | Giovanni Attendolo        |                               |  |  |       |  |  |                     |  |  |                         |  |
|                         | Muzio Attendolo Sforza | Elisa Petraccini          |                               |  |  |       |  |  |                     |  |  |                         |  |
| Francesco Sforza        | Muzio Attendolo Sforza |                           |                               |  |  |       |  |  |                     |  |  |                         |  |
|                         |                        | Lucia Terzani             | …                             |  |  |       |  |  |                     |  |  |                         |  |
|                         |                        | Lucia Terzani             | …                             |  |  |       |  |  |                     |  |  |                         |  |
|                         |                        | Lucia Terzani             | …                             |  |  |       |  |  |                     |  |  |                         |  |
| Ippolita Maria Sforza   |                        | Lucia Terzani             |                               |  |  |       |  |  |                     |  |  |                         |  |
|                         |                        | Filippo Maria Visconti    | Gian Galeazzo Visconti        |  |  |       |  |  |                     |  |  |                         |  |
|                         |                        | Filippo Maria Visconti    | Gian Galeazzo Visconti        |  |  |       |  |  |                     |  |  |                         |  |
|                         |                        | Filippo Maria Visconti    | Caterina Visconti             |  |  |       |  |  |                     |  |  |                         |  |
| Bianca Maria Visconti   |                        | Filippo Maria Visconti    |                               |  |  |       |  |  |                     |  |  |                         |  |
|                         |                        | Agnese del Maino          | Ambrogio del Maino            |  |  |       |  |  |                     |  |  |                         |  |
|                         |                        | Agnese del Maino          | Ambrogio del Maino            |  |  |       |  |  |                     |  |  |                         |  |
|                         |                        | Agnese del Maino          | ?...Negri                     |  |  |       |  |  |                     |  |  |                         |  |
|                         |                        | Agnese del Maino          |                               |  |  |       |  |  |                     |  |  |                         |  |